# 唐方裕
唐方裕（1963年8月—），男，四川南充人，中华人民共和国政治人物，曾任重庆市政协主席，现任中共中央政策研究室副主任（正部长级）。

## 生平

### 早年经历
1979年9月至1982年7月，唐方裕在南充农学院（中专部）农学专业学习。1983年9月至1986年10月，四川师范大学汉语言文学专业自学考试毕业。1991年9月至1994年10月，四川省委党校经济管理专业学习毕业。1982年7月参加工作，1984年9月加入中国共产党。
1982年7月至1983年2月，任四川省南充县农业局种子公司办事员。1983年3月至10月，任南充县农业局办公室办事员。1983年11月至1985年12月，任南充县农业局办公室副主任（其间：1983年11月至1985年1月，兼任南充县农业局团总支书记、南充县直机关团委委员；1985年2月至12月，兼任南充县委整党工作指导委员会办公室干事）。1986年1月至9月，任南充县农业局办公室主任、农业局党总支委员、团总支书记。1986年10月至1988年9月，任南充县农业局副局长（其间：1987年3月至1988年9月，兼任南充县西兴区公所副区长）。1988年10月至1989年7月，任南充县农业局第一副局长、农业局党委副书记、南充县农业技术推广中心主任。
1989年8月至1990年9月，调中共南充地委组织部工作，任南充地委组织部组织科副区级组织员。1990年10月至1991年3月，任南充地委组织部研究室副主任（正区级）。1991年4月至1993年8月，进入中共四川省委组织部工作，任四川省委组织部研究室主任干事、组织部团总支书记。1993年9月至1997年2月，下放中共广安地委组织部工作，任广安地委组织部副部长（其间：1993年9月至1995年10月，兼任广安地区干部函授学院副院长；1995年11月至1997年2月，兼任中共岳池县委常务副书记）。
1997年3月至1998年10月，任广安地区经贸委党组书记、主任（其间：1998年4月起，借调中央政策研究室党建研究局工作）。1998年11月至1999年6月，任广安地区经贸委党组书记（借调中央政研室党建研究局工作）。1999年7月至2000年2月，任四川省委组织部调研员（借调中央政研室党建研究局工作）。

### 中央工作
1998年4月，唐方裕借调中央政策研究室党建研究局工作。2000年3月，调中央政研室党建研究局工作，先后担任党建研究局调研员、副局长、巡视员、政治研究局局长，中共中央办公厅副主任、中共中央办公厅调研室主任等职。

### 空降重庆
2023年1月，唐方裕任重庆市政协党组书记。同月15日，当选重庆市政协主席。

### 重返中央
2023年11月，唐方裕陪同习近平考察北京、河北灾区。这一信息显示，唐方裕已返京任职。
2024年7月，首次以中央政策研究室副主任（正部长级）身份出席中共中央新闻发布会，解读二十届三中全会精神。